# Stępkowszczyzna (sielsowiet Grodzie)
Stępkowszczyzna (biał. Ступкоўшчына; ros. Ступковщина) – dawny folwark. Tereny, na których był położony, leżą obecnie na Białorusi, w obwodzie grodzieńskim, w rejonie oszmiańskim, w sielsowiecie Grodzie.

## Historia
W czasach zaborów dwa folwarki w gminie Polany, w powiecie oszmiańskim, w guberni wileńskiej Imperium Rosyjskiego. W 1905 roku pierwszy liczył 11 mieszkańców, 36 dziesięcin; drugi liczył 16 mieszkańców, 79 dziesięcin, własność Iwaszkiewicza.
W latach 1921–1945 folwark leżał w Polsce, w województwie wileńskim, w powiecie oszmiańskim, w gminie Polany.
W 1931 wieś w 3 domach zamieszkiwało 12 osób.
Wierni należeli do parafii rzymskokatolickiej w Gudogajach. Miejscowość podlegała pod Sąd Grodzki w Oszmianie i Okręgowy w Wilnie; właściwy urząd pocztowy mieścił się w Gudogajach.